# Frank den Herder
Frank den Herder (Den Haag, 11 juni 1952) is een Nederlands componist, pianist en cellist.

## Biografie
Frank den Herder studeerde aan het Koninklijk Conservatorium in Den Haag cello bij Anner Bijlsma en piano bij Gerard Hengeveld en Gérard van Blerk. Korte tijd combineerde hij zijn muziekstudie met een studie wiskunde aan de universiteit van Leiden. Hij behaalde de diploma's solospel, onderwijsbevoegdheid en kamermuziek voor piano en het diploma onderwijsbevoegdheid voor cello.
Den Herder was tot zijn pensioen in 2018 als pianist-correpetitor verbonden aan het Koninklijk Conservatorium in Den Haag. 
Als componist is hij autodidact. Den Herder heeft een uitgebreid oeuvre gecomponeerd, variërend van werken voor solo fluit, tot werken voor symfonieorkest. 
Frank den Herder is gehuwd en heeft twee zoons, Bas den Herder en de jazz-gitarist Wim den Herder.

## Composities

### Werken voor piano
- Sonate op. 3 (1977)
- Preludium en fuga op B-A-Es op. 6 (1980)
- Berceuse (1981)
- Tarantella op. 11 (1985)
- 7 bagatellen op. 16 (1987)
- 2 sonatines op. 18 (1988)
- Variaties op een thema van Andries Hubers op de naam Gerard Hengeveld (1990)
- 17 variaties op LvK 22 "De wijsheid van voor alle tijden"
- 'Pour les dix doigts' (8 zeer eenvoudige stukken)
- Variaties 2000 (op een eigen nieuwjaarscanon)
- Preludium en fuga in Es (2002)
- Herinnering aan Ab van Duuren (2003)
- Huttentocht 2007 (5 stukken)
- 10 variaties op een Frans kerstlied (2008)
- Barcarolle (2011) voor Dora Sofia
- Barcarolle (2012) voor Iris Dirkje
- Barcarolle (2017) voor Hanna Marie
- Berceuse (2020) voor Eline Louise
- Reverie (2021) voor Daniël Emmanuel
- Berceuse (2024) voor Rosalie Lavinia
- Sonate voor piano (2020)
- IJmuiden (2020) geïnspireerd door schilderijen van A.N.J. (Nico) Bakker (1936-1969)
- Sonate voor piano 4-handig op. 21 (1989)
- Ritmisch divertimento voor 2 piano's
- Take 7 voor 2 piano's

### Werken voor klavecimbel
- Variaties op "Gelukkig is het land" (1985)
- Variaties op een eigen thema (13-9-1991)

### Werken voor orgel
- Variaties op "Eens als de bazuinen klinken" op. 14 (ook voor piano, 1986)
- Fantasie over LvK 239 Komm, Schöpfer, Heil'ger Geist (ook voor koperkwartet)
- Sonate (2004-2006)
- Holy Phantasy and fugue (2009)

### Werken voor strijkinstrumenten
- Preludium en fuga voor viool solo
- Bruidssuite voor 2 violen (1994)
- Andante en allegro voor viool en piano op. 5 (1979)
- Nocturne voor viool en piano (2015)
- Sonate voor viool en piano (2018)
- Berceuse voor altviool (2021), voor Maite Elizabeth Anna
- Variaties op lied 1 "God heeft het eerste woord" voor altviool en cello (1982)
- Fantasie voor altviool en piano op. 7 (1981)
- Fantasie en fuga voor cello solo op. 4 (1977)
- Bruidssuite voor 2 cello's
- Polonaise op. 27 voor cello en piano (1991)
- Meditatio op. 31 voor cello en piano (1993)
- Melodie voor cello en piano (2016)
- Scherzo voor cello en piano (2018)
- "En Bateau" voor cello en piano (2019)
- Sonate voor cello en piano (2007)
- Sonate voor cello en orgel (1995)

### Werken voor blaasinstrumenten
- Suite voor fluit solo
- Dromerij voor fluit en gitaar (2012), voor Christiane
- Sonate voor fluit en piano op. 2 (1977)
- Sonate voor hobo en piano (2020)
- Grand duo op. 8 voor klarinet en piano (1981)
- Intermezzo voor klarinet en piano (2002)
- Sonate voor fagot en piano (2020)
- Sonate voor trompet en piano
- Intermezzo voor trompet en orgel
- Fantasie over LvK 215 "Christus onze Heer verrees" voor trompet en orgel
- Sonate voor trombone en piano
- Sonate voor hoorn en piano op. 28 (1992)
- Concertstuk voor 4 soorten hoorns en piano

### Werken voor ensembles
- Bruidssuite voor fluit en trombone
- Piano, viool en cello (4 delen)
- Piano, klarinet en cello (3 delen)
- Piano, hobo en cello (1 deel)
- Piano, hoorn en fluit (1 deel)
- Orgel, viool en cello (Intermezzo, 1999)
- 2 hoorns en orgel (Intermezzo)
- 2 violen, altviool en cello (op. 1, 1976, 4 delen)
- Piano, viool, altviool en cello op. 17 (1 deel)
- "Schuytiana" voor viool, saxofoon, piano en slagwerk
- 4 klarinetten (4 delen)
- Variaties op "Nu zijt wellecome" voor trompet, hoorn, viool, cello en piano op. 10 (1984)
- Septet op. 15 voor fluit, saxofoon, klarinet, fagot, viool, altviool en piano (1986)
- Jeruzalem, muziek op Joodse thema's voor 4 klarinetten, cello en piano
- "Dageraad" voor 14 blazers en contrabas op. 20 (1989)
- "Suite op het thema CBEA" voor trompet, klarinet, tenorsaxofoon, cello en piano (2011)
- "Petite Suite" voor fluit, altviool en violoncello (2012)

### Werken voor orkest
- Suite opus 13 voor kamerorkest (1985)
- Symfonie voor strijkorkest (1 deel)
- Concert voor harmonieorkest op. 19 (1988)
- Ballade voor symfonieorkest (2008)
- "Feestouverture 2011" voor kamerorkest

### Werken voor koor
- Psalm 113 SSA (twee sopranen, alt), fluit, altviool, cello, gitaar en slagwerk
- Psalm 130 De profundis SAB(Sopraan, Alt, Bas)
- Gloria, SATB (Sopraan, Alt, Tenor, Bas) en orgel
- "Jeruzalem" SATB met klarinet, basklarinet en vibrafoon
- Cantate "De Zoon van hemelse afkomst" (1999) SSA (twee sopranen,Alt), piano en kamerorkest
- "Niemand is er" (naar Jes. 65) SATB en piano

### Werken voor solozang
- "Sneeuwval" (Jacqueline van der Waals) S(sopraan) met piano
- 4 liederen op gedichten van Ab van Duuren S met piano
- 4 liederen over dieren op gedichten van Bob Ledegang S met piano
- "Vogels" op een gedicht van Rina van der Wel S met piano
- "Le vent nocturne" (Apollinaire) S met piano/klavecimbel
- "De ware wijnstok" (Joh. 15) AA(twee alten) met altviool en piano/gitaar
- 3 Galgenlieder (Christian Morgenstern) S met altviool en piano
- "Het was als een droom" (Huub Oosterhuis) S met cello en piano
- 3 liederen op teksten van Rik van Boeckel S met klarinet en piano
- "Regen" op een gedicht van Frédéric Bastet S met harmonieorkest